# Pirro Vengu
Pirro Vengu (Elbasan, 24 aprile 1986) è un politico albanese con cittadinanza greca, Ministro della difesa della Repubblica d'Albania dal 30 luglio 2024.

## Biografia
È nato a Elbasan il 24 aprile 1986 da padre albanese e madre greca, ragione per cui oltre alla cittadinanza albanese detiene anche quella greca. Ha compiuto i suoi studi a Parigi, diplomandosi nel 2008 in scienze umane presso il Lycée Henri-IV e laureandosi poi in storia e filosofia presso l'Università di Paris-Nanterre, conseguendo inoltre un master in storia politica presso il medesimo ateneo nel 2010. Nel 2011 ha invece conseguito un master in relazioni internazionali presso  l'Institut national des langues et civilisations orientales. Parallelamente agli studi, dal 2009 al 2013 è stato assistente e poi coordinatore del programma di ricerca presso il think tank European Council on Foreign Relations (ECFR).
Tornato in Albania è stato dal 2013 al 2017 capo del gabinetto del Ministro degli affari esteri Ditmir Bushati. Durante questo incarico nel 2015 gli è stata inviata una lettera di invito a prestare il servizio militare nelle forze armate greche; tale richiesta è stata reiterata nel 2025. Dal 2017 al 2019 è stato direttore del dipartimento anti-corruzione dell'ufficio del Primo ministro mentre dal 2019 al 2024 è stato direttore esecutivo generale dell'autorità portuale di Durazzo.
Nel luglio 2024 è stato nominato Ministro della difesa nel terzo governo di Edi Rama.